# Trăpaș francez

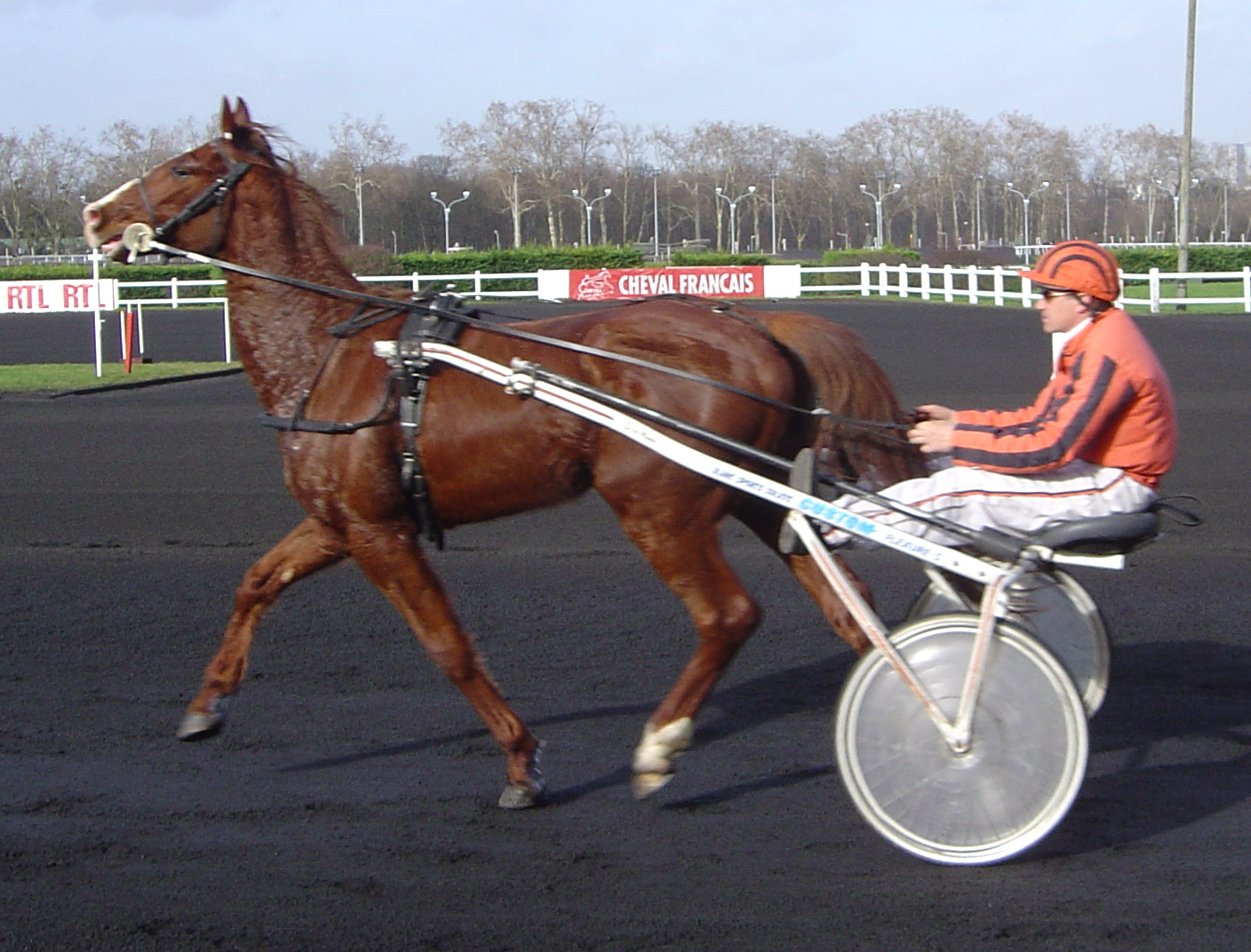
Înhămat la sulky la Hipodromul din Vincennes

Trăpașul francez (fr. Trotteur français) este o rasă de cai crescută pentru cursele de trap atât cele călare, cât și cele de atelaje. A fost selecționat anume pentru curse în secolul al XIX-lea în regiunea Normandia în Nord-Vestul Franței.

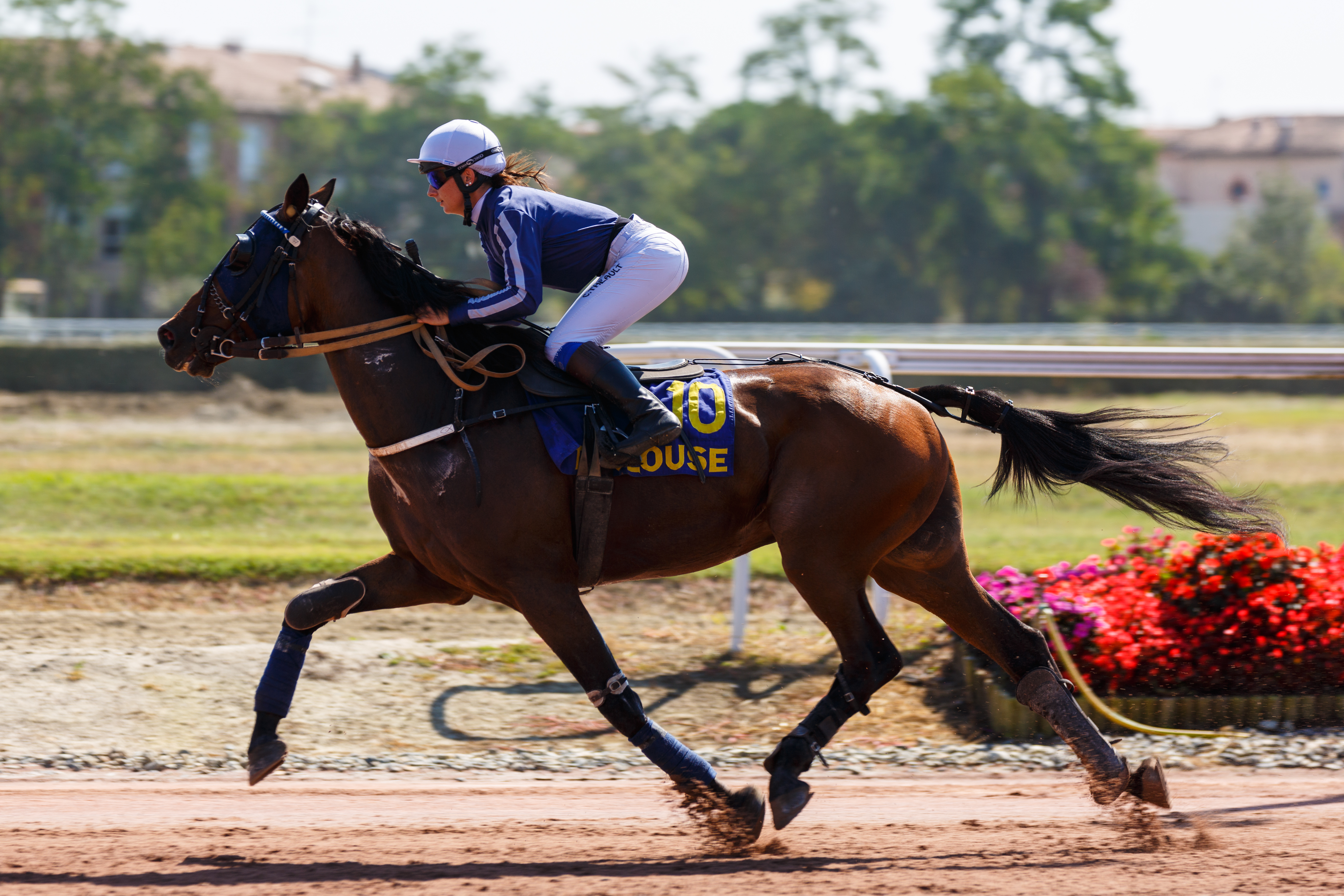
La o cursă de trap călare în Toulouse

## Istorie
Prima cursă de trap în Franța a fost organizată în 1806 pe Champ de Mars în Paris. Selecționarea trăpașilor pentru curse s-a început în Normandia în jumătatea a doua a secolului al XIX-lea. A avut la bază caii de tracțiune locali, cărora li s-au alăturat pursângele englez, trăpașul de Norfolk, Hackney și trăpașul american.
Un registru genealogic a fost înființat în 1906; eligibilitatea unui cal pentru înregistrare era determinată de performanță. Rasa a fost recunoscută oficial în 1922. În 1937 registrul genealogic a fost închis pentru caii crescuți în afara Franței; de atunci a fost permisă înregistrarea doar a unui număr redus de metiși cu trăpașul american.

## Caracteristici

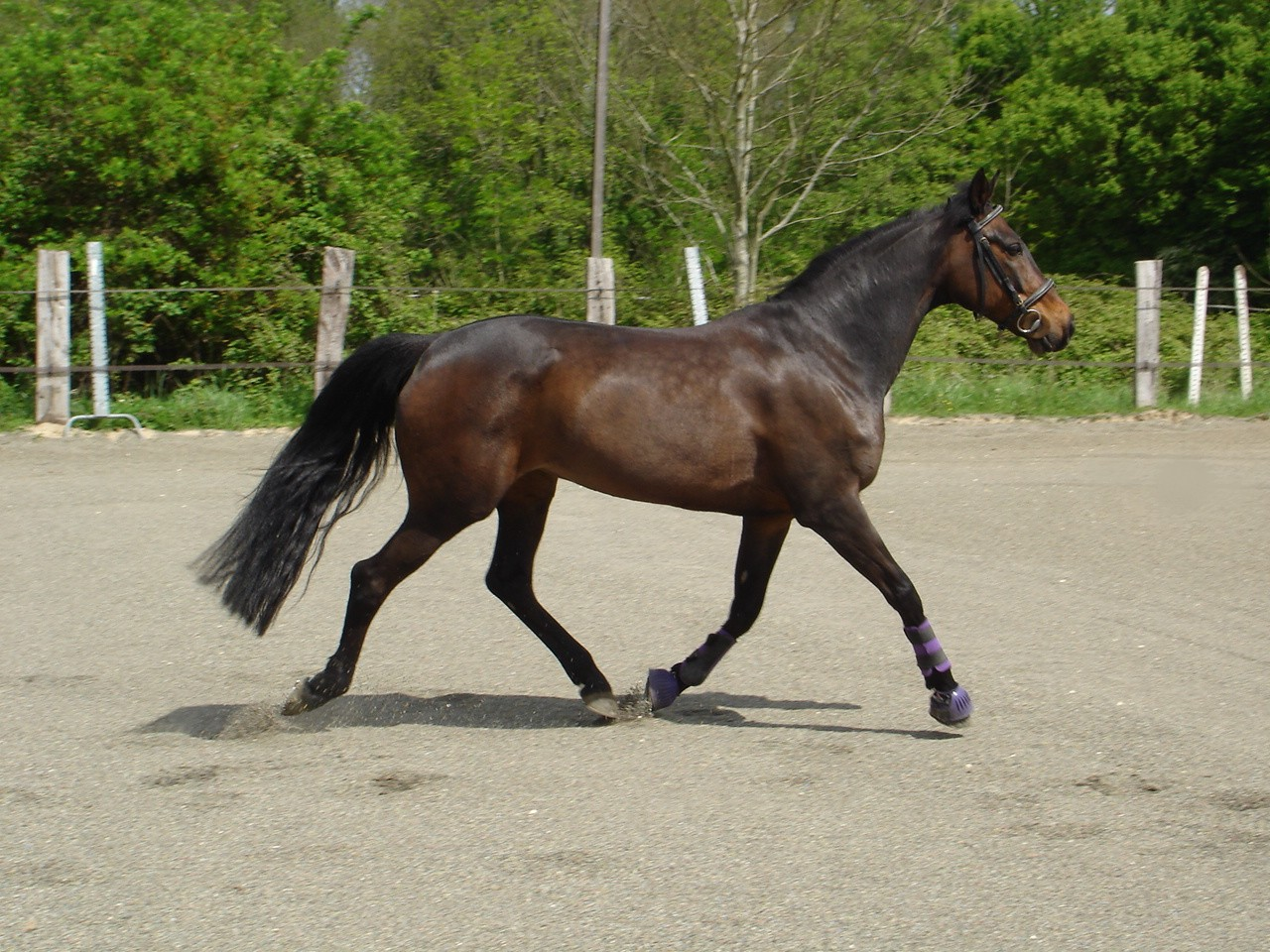
O iapă trăpaș francez aleargă la trap în libertate

Nu există un standard al rasei pentru trăpașul francez. Este compact și de mărime mijlocie — de obicei între 154 și 167 cm la greabăn — și de cele mai multe ori roib sau murg. Umărul este oblic și sternul proeminent. Profilul facial este drept. 
În pofida influenței trăpașului american, care este o rasă cu foarte mulți buiestrași, trăpașul francez aleargă la trap obișnuit. Are o anduranță mai mare decât trăpașul american; ajunge la maturitate mai târziu, dar prezintă o viață mai îndelungată în calitate de cal de curse.

## Utilizare

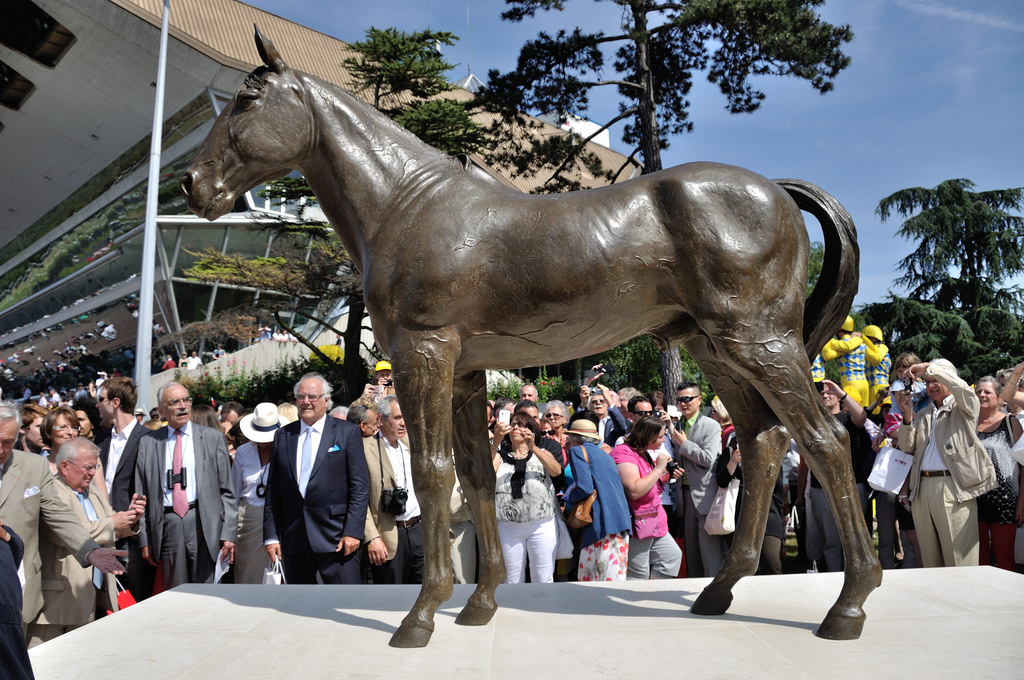
Statuea lui Ourasi la Hipodromul din Vincennes

Reprezentanții acestei rase participă la cursele de trap atât încălecați, cât și înhămați la atelaje numite sulky; circa nouăzeci la sută dintre curse sunt cele de sulky. Doar aproximativ o treime dintre mânjii născuți în fiecare an se califică în cele din urmă pentru curse. Calificarea constă în a efectua o alergare pe distanța de 2000 m și a reuși un timp mediu de referință pe 1000 m în funcție de vârstă (2, 3, 4 sau 5+ ani). Datorită anduranței sale trăpașul francez excelează în cursele pe distanță medie, mai ales cele de peste 4000 m.
Principalele curse de trap franceze sunt Prix de Cornulier pentru trăpașii încălecați și Prix d'Amerique pentru sulky. Până în 1995 patru cai au reușit să învingă în ambele curse. Marele campion Ourasi născut în 1980 a câștigat de cele mai multe ori premiul întâi la Prix d'Amerique — de patru ori.